# كونراد مونخ
كونراد مونخ (بالألمانية: Conrad Moench، 1744 - 1805) كان عالم نبات ألماني، وكان أستاذ علم النبات في جامعة ماربورغ من عام 1786 حتى وفاته.
كتب مونخ كتاب «مسرد نباتات حدائق وحقول ماربورغ» (باللاتينية: Methodus Plantas horti botanici et agri Marburgensis) عام 1794. أسمى عام 1802 نبتة الجذر الهندي الجبلي علمياً باسم (باللاتينية: Gillenia trifoliata) في ملحق «مسرد نباتات حدائق وحقول ماربورغ». كما أسمى أيضا جنس نبات القنفذية بالاسم العلمي (باللاتينية: Echinacea) في أواخر القرن الثامن عشر الميلادي.